# Complejo Forestal y Maderero Panguipulli
El Complejo Forestal y Maderero Panguipulli (CFMP) fue una empresa forestal estatal chilena que manejó bosques y aserraderos en cordillera a la altura de la ciudad de Valdivia entre 1971 y 1988. El Complejo Forestal y Maderero Panguipulli administraba más de 420.000 hectáreas en las zonas de Panguipulli, Neltume, Liquiñe y Chihuío, en la Región de Los Ríos, y tenía más de dos mil empleados. 

## Historia
El 17 de octubre se creó el COFOMAP, La Sociedad Complejo Forestal y Maderero Panguipulli S. A., quedó integrada en calidad de socios por CORFO (con el 99,9 del capital de la sociedad) y la Forestal  Pilpilco S. A. (con el 0,1% capital).
En un comienzo, la superficie del COFOMAP alcanzó poco más de 300.000 hectáreas, pero posteriormente, nuevas expropiaciones y traspasos sumaron más predios, llegando a una superficie total cercana a las 420.000 ha, convirtiéndose en la empresa forestal más grande de Chile, con un área equivalente al 27 % de toda la provincia de Valdivia (CODEPU 1991)
En cuanto a la composición de los trabajadores a junio del año 1971, existía  un total de 2.292 trabajadores los que estaban distribuidos de la siguiente manera: 1.038 en industrias madereras, 1.155 obreros agrícolas, 18 marinos de tripulación y 81 empleados (Rivas, Desarrollo forestal de Neltume; Estado y trabajadores. (1924-1990). p. 54.)
Los fundos expropiados se dividieron en cinco áreas. El sector número uno ubicado en la cordillera, al norte de Panguipulli, estaba integrado por los predios Trafún (más de 20.500 hectáreas y 140 trabajadores), Paimún (4.131 hectáreas y 47 trabajadores) y Carranco (28.000 hectáreas y 70 trabajadores).
En el sector número dos se integraron los predios de Pirehueico (16.886 hectáreas y 80 trabajadores), Neltume (8.403  hectáreas y 470 trabajadores), Pilmaiquén (58.831 has  y 130 trabajadores) y Huilo Huilo (60 mil hectáreas).
En el sector tres quedaron los fundos de la ribera del lago Panguipulli: Puñir, Releco (20.519 hectáreas y 270 trabajadores), Toledo (7.214 hectáreas y 120 trabajadores) y Paillahuinte.
En el sector cuatro se ubicaron los fundos de Quechumalal (14.306 hectáreas y  192 trabajadores), Chan Chan (6.910 has y 24 trabajadores), Enco (12.583 hectáreas y 117 trabajadores) y Mae (Sin información)
Finalmente,  el sector 5 compuesto por los fundos Arquilhue (36.562 has y 150 trabajadores), Maihue (14.074 has y 100 trabajadores), Carrán (18.580 has y 50 trabajadores), Huinahue (4200 has y 100 trabajadores), Rupumeica (3.000 hectáreas y 100 trabajadores) y Trafún Sur (12.500 hectáreas y 100 trabajadores). También en el año 1971 se incorporaron  los fundos Molco, Riñinahue y Caulle (Sin información)

## Operación Leopardo y violaciones a los DD.HH.

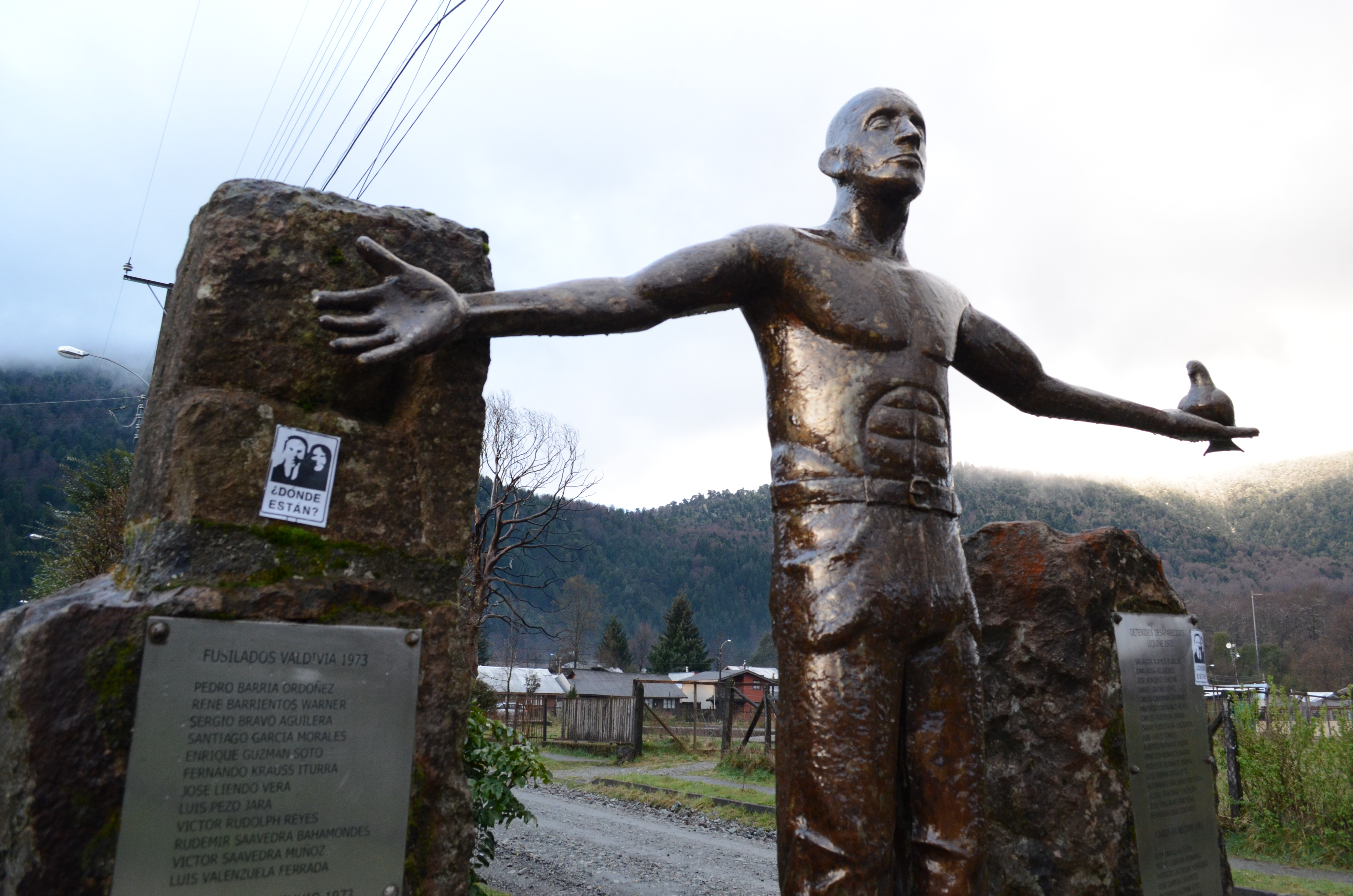
Imagen del memoria a las víctimas de violaciones a los DD.HH del complejo maderero.

En 1973 después del golpe de Estado ocurrieron tres masacres en las que las víctimas fueron trabajadores del COFOMAP: la masacre de Neltume, la masacre de Chihuio, y la masacre de Liquiñe. La mayoría de los asesinados eran obreros sindicalizados y habían sido catalogados como una guerrilla rural que había que acabar.

### Masacre de Neltume
El 12 de septiembre ocurrió un intento de asalto al retén de polícia de Neltume. Con posterioridad se detiene a 12 personas a las que se acusa de ser responsables del fallido ataque. El 3 de octubre de 1973, se saca de la cárcel de Valdivia a José Liendo y se le fusila en Llancahue, al día siguiente sacan a 11 presos más y también se les fusila.   

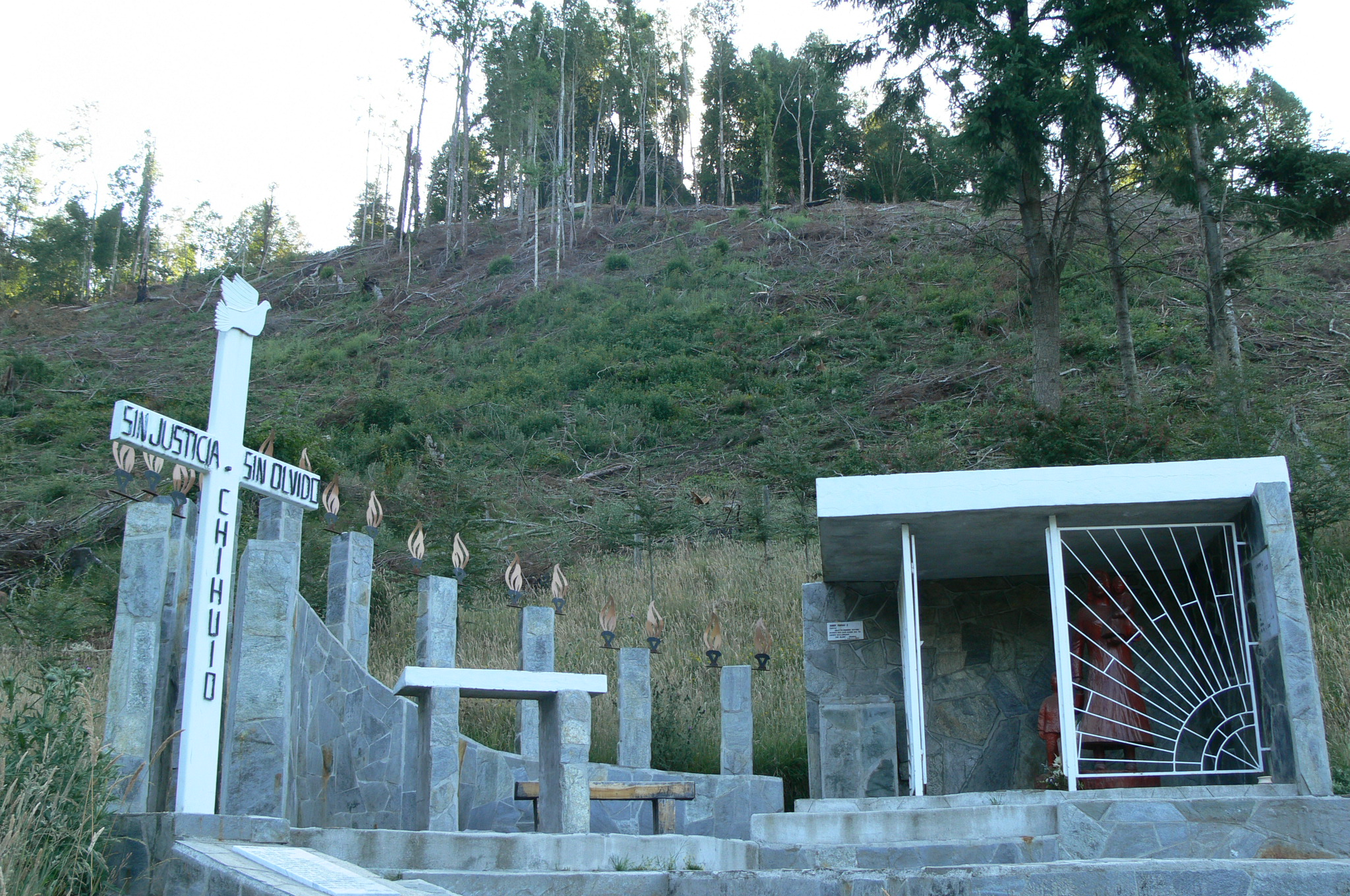
Memorial a las víctimas de la dictadura en Chihuío

### Masacre de Chihuío
El 9 de octubre de 1973, una caravana militar proveniente de Valdivia recoge a 17 prisioneros en Futrono, Llifen, Curriñe, Fólico  y Chabranco y desde allí se dirige al sector denominado Baños de Chihuío, en donde pernocta en la casa patronal de Américo González Torres dueño de las termas de Chihuio. Durante la madrugada sacan a los prisioneros y por orden del teniente Marcos Rodríguez Olivares proceden matarlos a balazos y posteriormente los cortan con corvos, luego trasladan los cadáveres a unos 600 metros de la casa patronal y los arrojan al suelo tapandolos con ramas y piedras, un par de días después, vuelven militares a excavar tres fosas en las que depositan a los muertos. años más tarde en 1978 en el marco de la operación "Retiro de televisores", nuevamente militares llegan al sector y exhuman a las víctimas haciéndolas desaparecer.

### Masacre de Liquiñe
La noche del 11 de octubre de 1973 una patrulla militar, que recibe el apoyo de la familia García en Liquiñe, detiene a 15 personas desde distintos puntos de esa localidad, durante la madrugada los trasladan hasta Villarrica y en el puente sobre el río Toltén los fusilan y los arrojan al lecho del río. Los asesinados eran campesinos que trabajaban en el complejo maderero Panguipulli. El caso volvió a tomar notoriedad en 2004 cuando el entonces alcalde de Providencia Cristián Labbé tuvo que declarar por su supuesta participación en los hechos, ya que en esa época fue nombrado por el teniente coronel (r) Arturo Antonio Bosch González como parte de la comitiva militar que operó en la zona cuando ocurrió la masacre.